# اندیس حسین اباد
حسین اباد یک اندیس فلزی است که در حوالی شهر پاریز استان کرمان قرار دارد و مادهٔ معدنی موجود در آن، مولیبدنیت است.  